# Pfarrkirche Lenzing

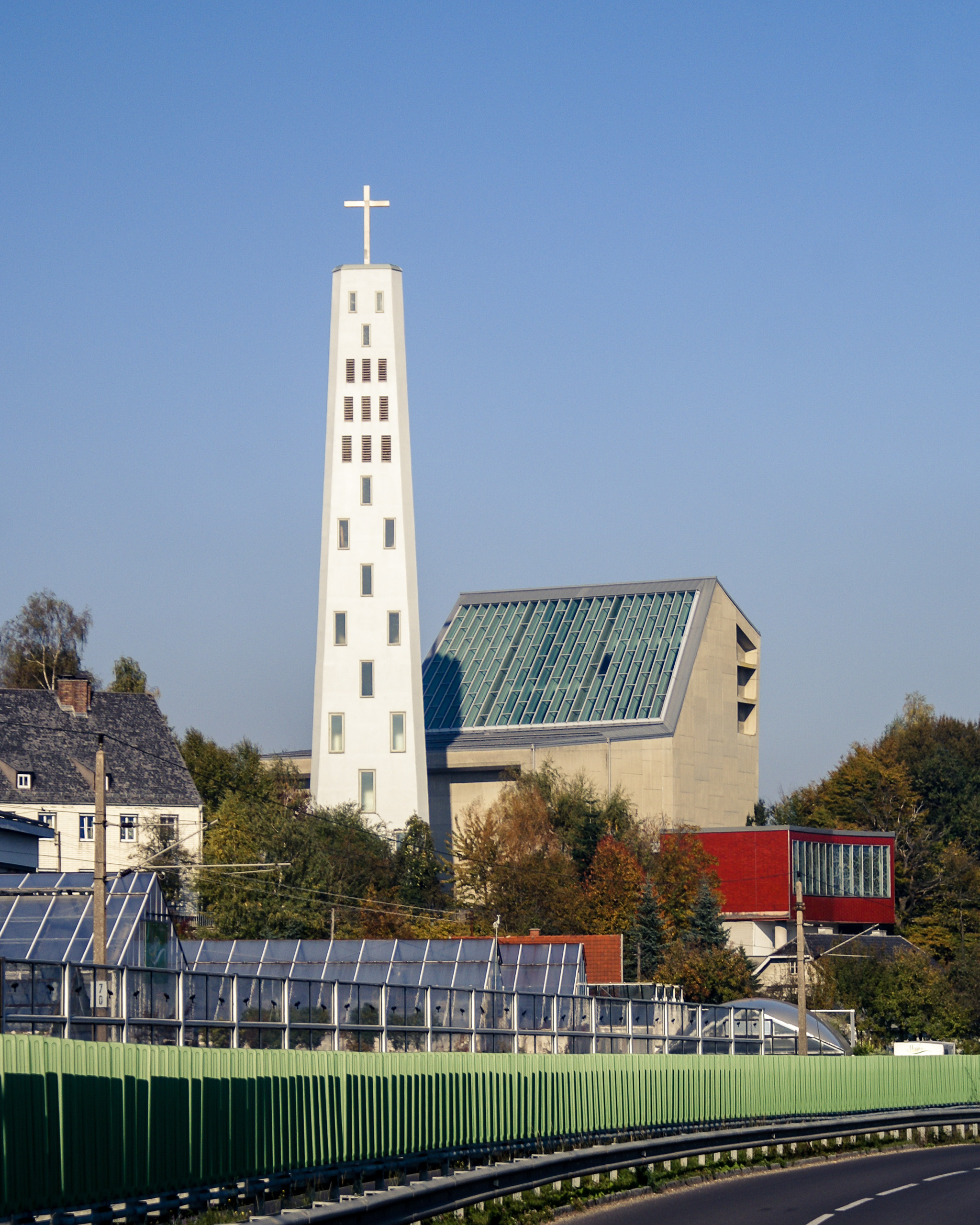
Kath. Pfarrkirche hl. Geist in Lenzing

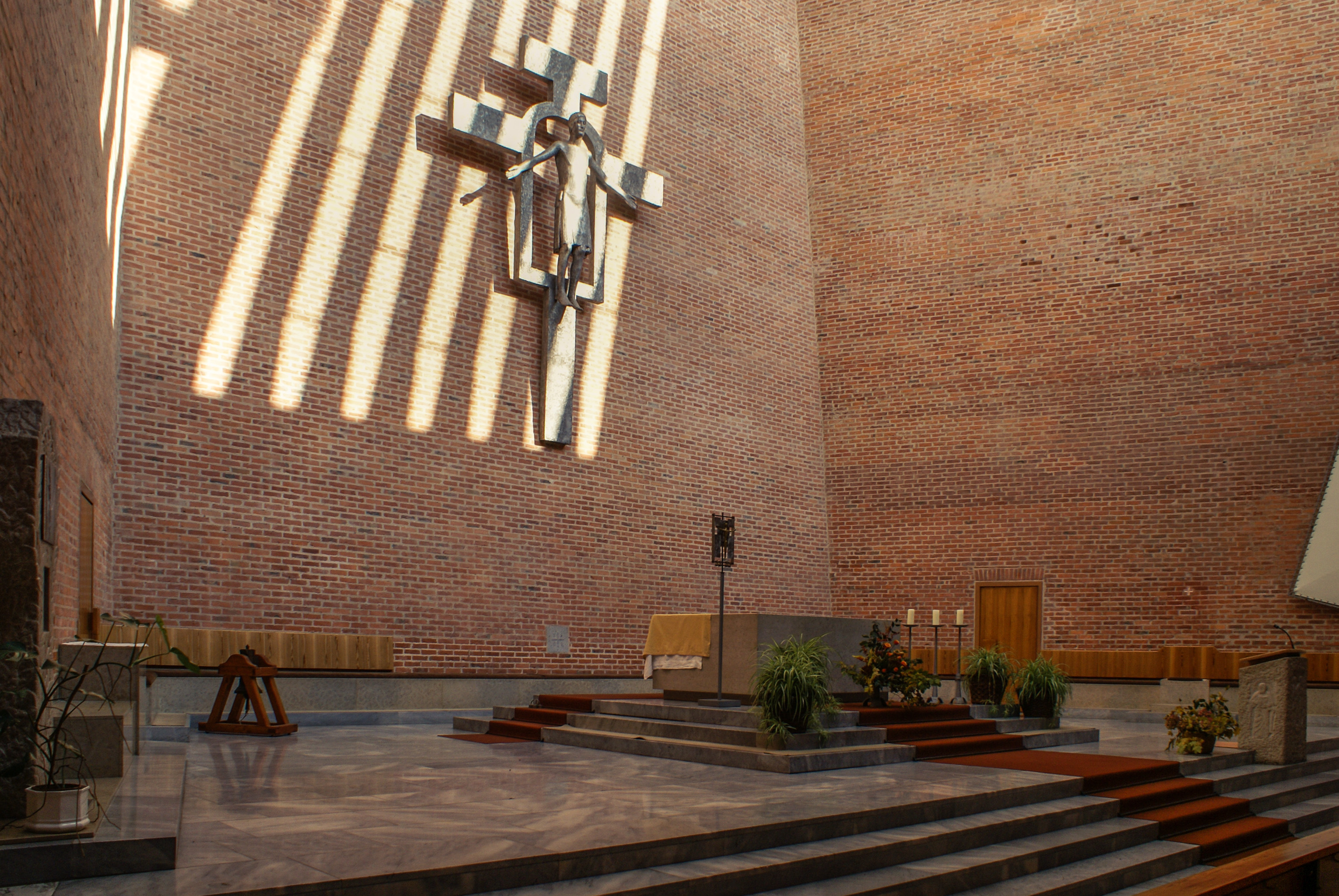
Altarraum

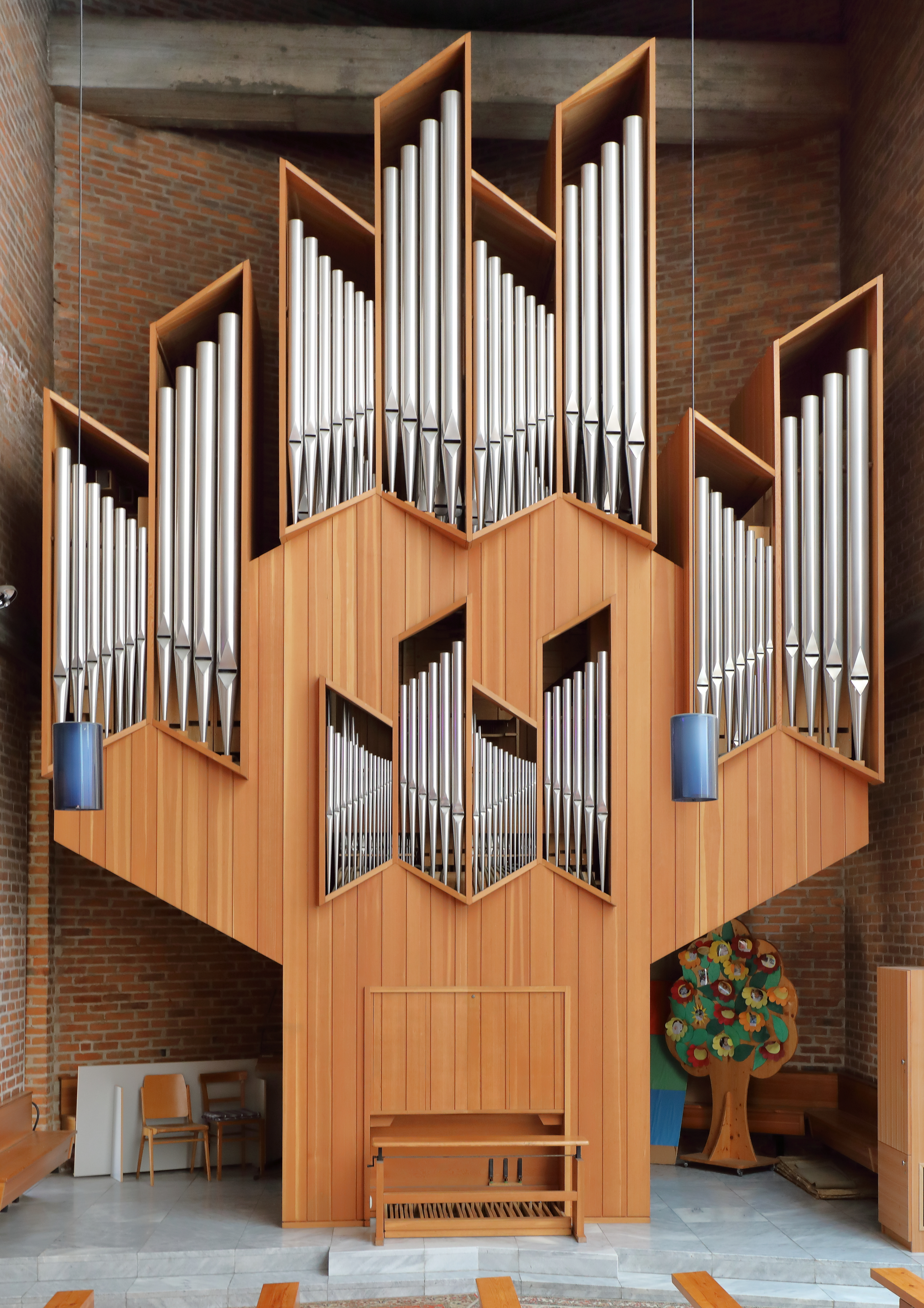
Orgel

Die römisch-katholische Pfarrkirche Lenzing steht im Ort Lenzing in der Marktgemeinde Lenzing an der Ager im Bezirk Vöcklabruck in Oberösterreich. Die auf Heiliger Geist geweihte Kirche gehört zum Dekanat Schörfling in der Diözese Linz. Die Kirche steht unter Denkmalschutz.

## Geschichte
Am 16. März 1959 wurde nach den Plänen des Architekten Hans Aigner mit einem Kirchenneubau begonnen. Am 6. September 1959 erfolgte mit Bischof Franz Zauner die Grundsteinweihe. Am 11. Dezember 1959 konnte die Gleichenfeier gehalten werden. Am 19. und 20. November 1960 wurde das Turmkreuz gesetzt und die Glocken geweiht. Am 30. September 1962 wurde die Kirche mit Bischof Franz Zauner geweiht. 1974 wurde die Marienkapelle zur Taufkapelle umgestaltet. Am 5. Juni 1981 wurde das Tor des Hauptportals geweiht.

## Ausstattung
Am 2. Juni 1973 wurde das Lenzinger Kreuz mit Bischof Alois Wagner geweiht.
Am 26. März 1988 wurde die Orgel der Oberösterreichischen Orgelbauanstalt (Orgelbauanstalt St. Florian) geweiht. Sie umfasst 23 Register auf zwei Manualen und Pedal.